# Золотая маска
Росси́йская национа́льная театра́льная пре́мия и фестива́ль «Золота́я ма́ска» — российский общественный проект, учреждённый Союзом театральных деятелей Российской Федерации (СТД РФ) в 1993 году (в некоторых источниках назван 1994 год) по инициативе председателя СТД РФ (1986—1996) народного артиста СССР М. А. Ульянова при участии театроведа В. Г. Урина и драматурга В. В. Павлова.
Первая церемония вручения состоялась в 1995 году. Учреждённый СТД РФ проект реализуется Автономной некоммерческой организацией "Фестиваль «Золотая маска»" при поддержке правительства Москвы и Министерства культуры Российской Федерации (2022).

## Награда

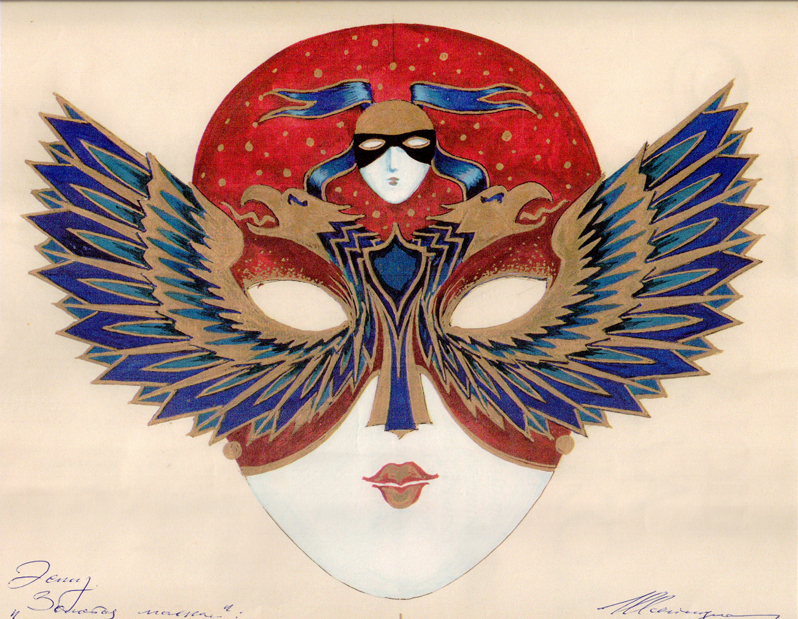
Эскиз премии

Награду — образ «Золотой маски» — придумал и создал российский сценограф, народный художник России О. А. Шейнцис, бывший в то время секретарём СТД РФ. В 1993 году автор разработал эскиз, а к первой церемонии награждения (1995 год) изготовил из папье-маше в художественно-декорационном цехе театра «Ленком» первые семь экземпляров «Золотой маски». На изготовление каждой маски требовался месяц. В последующие годы маски стали изготавливать из фарфора, несмотря на то, что маски из папье-маше получились гораздо прочнее и долговечнее фарфоровых. «Эти маски бесценны, так как бесценен ручной человеческий труд. Сказать, что они не фарфоровые, что это не ювелирная работа, невозможно», — утверждает заведующая бутафорским цехом театра «Ленком» Татьяна Крылова. Сейчас, по её мнению, эти первые маски не уступают в цене дорогой ювелирной работе.
Вручаемая «Золотая маска» — изделие на зеркальной поверхности в раме. Изваяние представляет собой лицо в маскарадной маске. Олег Шейнцис взял за основу венецианскую маску, придал ей сходство с двуглавым орлом. Символ российской державности повторил контуры символа европейского театра. Маска «одета» в красную шапочку Арлекина. Во лбу находится «третий глаз» — ещё одна маска. Награда размещена на тёмном, блестящем, как зеркало, фоне, обрамлена в квадратную рамку. Дирекция предпочла сохранить тайну о составе фарфоровой на вид маски, намекнув только на нешуточную стоимость её изготовления.

## История учреждения и становления премии

### Учреждение
14 декабря 1994 года в Союзе театральных деятелей России состоялась пресс-конференция, посвящённая в том числе представлению новой театральной премии «Золотая маска». Перед журналистами выступили председатель СТД РФ Михаил Ульянов и секретарь правления Владимир Урин. Они сообщили, что у премии нет ни спонсоров, ни поддерживающих фондов, во избежание оказания давления и возникновения непредвиденных ситуаций. Премия задумывалась как некоммерческая, победители получают только маску и диплом. Михаил Ульянов считал, что это должна быть независимая профессиональная награда, присуждаемая за театральные достижения, «коллеги — коллегам» — так формулировал он основной принцип выдвижения и награждения.
Изначально премия была учреждена как московская, первые награждения (за сезон 1993—1994 годов) прошли в 1995 году. Для определения первых лауреатов СТД РФ разослал по театрам две тысячи анкет, которые и должны были выявить претендентов. Заполненными вернулись шестьсот анкет, результаты анкетирования были признаны успешными и с учётом публиковавшихся рейтингов критиков определили состав номинаций. Мнения критиков и анкетируемых практиков почти целиком совпали. Далее жюри в составе режиссёров, актёров и критиков тайным голосованием определило, кто из номинантов станет лауреатом. До церемонии награждения результаты голосования держались в секрете.

### Выход на национальный (всероссийский) уровень
Начиная с 1996 года, дирекцию фестиваля возглавлял Эдуард Бояков. На пресс-конференции 22 февраля 1996 года СТД РФ объявил премию национальной (всероссийской) и ещё раз подтвердил её профессиональный статус (работы оценивают только коллеги по цеху). Соблюсти же эти принципы при всероссийском масштабе премии оказалось непросто. Вывезти жюри в регионы на просмотр было практически невозможно (только одних премьер в профессиональных театрах за этот сезон состоялось около двухсот пятидесяти), а проводить единый отборочный тур слишком дорого. Найденный компромисс (московских номинантов отбирать путём опроса театральных деятелей, а всероссийских — среди победителей региональных и тематических фестивалей и из репертуара «Театра наций») не был лишён очевидных изъянов.
Результаты компромиссного решения не заставили себя долго ждать — если в 1996 году награждение прошло лишь с некоторым удивлением отдельных номинантов, то по результатам «Золотой маски» 1997 года разразился большой скандал среди критиков, самих театральных деятелей и всех вовлечённых в процесс сторон, включая Министерство культуры. Основные нарекания критикующих вызывал как раз механизм отбора спектаклей и формирования жюри «Золотой маски». Некоторые главные премии сезона достались региональным театрам (например, спектакль «Женщина в песках» Омского театра драмы победил сразу в трёх номинациях), и это породило массу критических замечаний, среди которых чаще всего звучало предложение разделить премию на московскую и региональную.
Немало поспособствовала критическим отзывам об этом сезоне «Золотой маски» и выбранная форма награждения, проходившего в Вахтанговском театре. Идеей церемонии, осуществлённой по замыслу режиссёра Владимира Мирзоева, стали «похороны театра в XX веке». Ведущие Юлия Рутберг и Сергей Маковецкий были одеты в костюмы могильщиков, Оксана Мысина произносила монологи от имени призрака Алисы Коонен. «Всё было очень деконструктивно. Публика визжала от гнева…», «Ближе к финалу галёрка начала свистеть и выкрикивать неприличности…» — так вспоминают эту церемонию некоторые издания.
Александр Калягин (председатель СТД РФ с 1996 года) признал в интервью газете «Известия» провал финальной церемонии 1997 года, но не согласился с критиками, по его мнению, зря поднявшими шум из-за получения главной премии Омским театром, и пообещал более тщательно подходить к организации следующих «Золотых масок». Калягин стремился к тому, чтобы премия стала именно российской: «Мне хочется, чтобы „Золотые Маски“ уезжали всё чаще далеко от Москвы, а не только оседали в столичных театрах. Чтобы были открытия, появлялись новые имена талантливых артистов, режиссёров, художников… Уверен — они есть в нашей огромной стране. И тогда „Золотая Маска“ будет ещё больше объединять театры России, объединять служителей сцены и зрителей!» Можно считать, что это ему удалось — хотя эта история была и не последним скандалом в хронике премии, но за время своего существования «Золотая маска» стала одним из главных театральных событий России, действительно открывая публике новые имена и лучшие творческие работы.
Несмотря на проблемы и критику «Золотая маска» продолжала развиваться. По словам Натальи Николаевой, работавшей директором по связям с общественностью в 1998—2005 годах: «Первые годы фестиваля — это совершенно особый командный дух, все делали одно дело, болели за это душой по-настоящему, не жалея себя. Нас было человек 10, наверное. Тон всему этому задавал, конечно, Эдуард. Структура нынешнего фестиваля была заложена как раз тогда, когда из московской премия переродилась в национальную. Я пришла в команду в год дефолта, когда финансирование было минимальным, спонсорское участие — практически невозможным. Помню, как по пути на работу подошла к киоску „Цветы“ у метро — нам нужны были цветы на церемонию — и попросила телефон руководства. Это оказалась какая-то оптовая цветочная база, я рассказала им о премии, так у нас появились бесплатные цветы на вручении. По этому принципу делалось многое, мои друзья печатали буклет, всё было на энтузиазме».

### События 2015—2016 года
«Во всём виноват „Тангейзер“» — так оценила события, происходившие с «Золотой маской» в этот период, в статье «„Золотая Маска“: кто и как расколол театральный мир» корреспондент РИА Новости Анна Кочарова. По её мнению, «раскол театрального мира» начался с выдвижения экспертным советом в список потенциальных номинантов премии скандально известного спектакля «Тангейзер», поставленного в Новосибирском театре оперы и балета режиссёром Тимофеем Кулябиным.

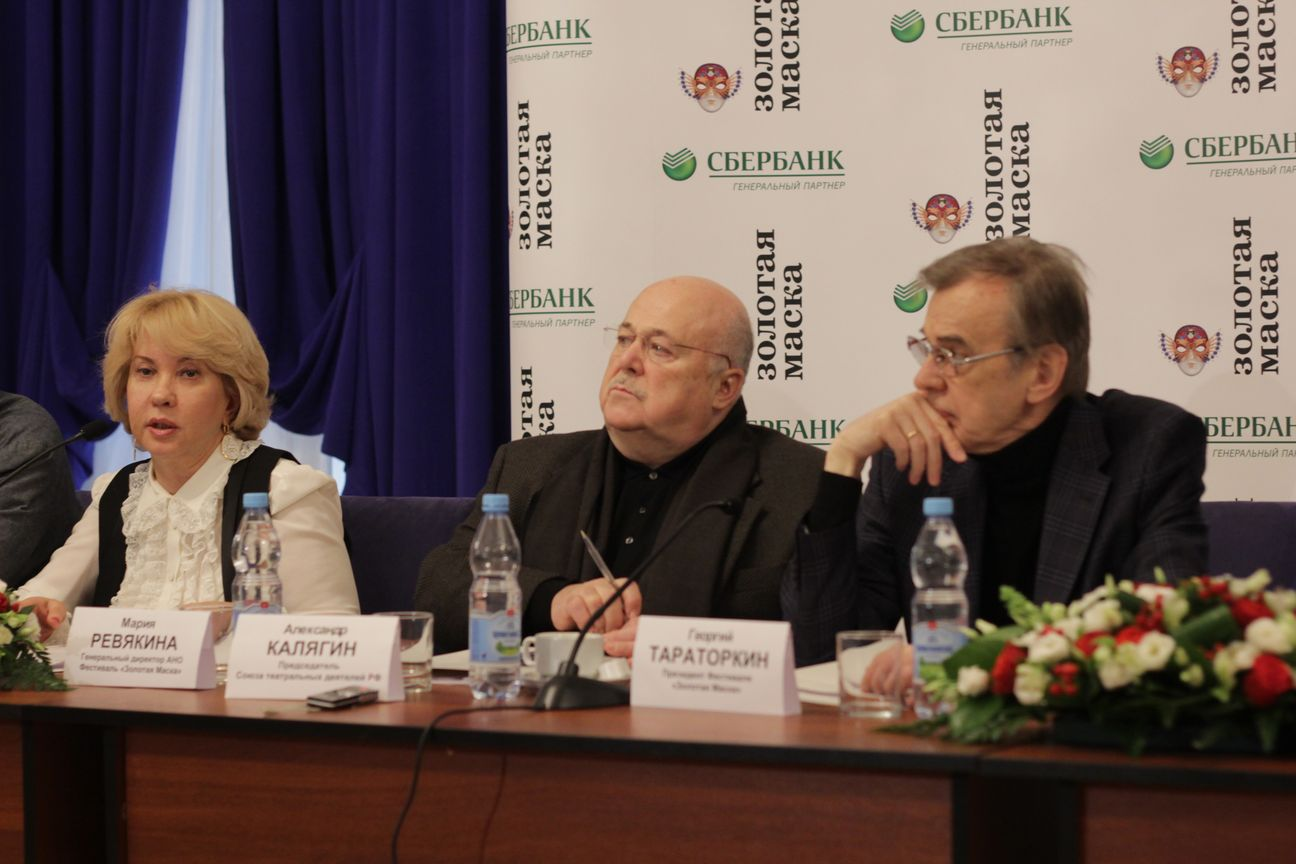
Пресс-конференция премии «Золотая маска» 3 ноября 2015 года

22 мая 2015 года в Туле на совещании Министерства культуры «О реализации основ государственной культурной политики Российской федерации» первый заместитель министра культуры РФ Владимир Аристархов в своей речи высказал резко критические замечания в адрес «Золотой маски». Основные претензии сводились к тому, что, по его мнению, «Золотая маска» поддерживает постановки, которые «очевидно противоречат нравственным нормам, очевидно провоцируют общество, очевидно содержат элементы русофобии, презрение к истории нашей страны, и сознательно выходят за нравственные рамки». Также он выказал сомнения в том, что государству в лице Министерства культуры и спонсору в лице Сбербанка стоит финансово поддерживать фестиваль «в том виде, в котором он имеется».
29 мая 2015 года стало известно, что независимый профсоюз актёров театра и кино (председатель профсоюза Денис Кирис) направил письмо министру культуры Владимиру Мединскому, в котором тоже раскритиковал «Золотую маску». По мнению неназванных членов профсоюза, «Золотая маска» не выполняет заявленные в её «Положении о фестивале и премии» цели и задачи, не имеет права называться «национальной», потому что вручается в основном санкт-петербургским и московским театрам, и авторы письма просили министра вмешаться в проблемы фестиваля.
В Министерстве культуры на запрос газеты «Известия» ответили, что ведомство не готово целиком разделить мнение Владимира Аристархова и позиция Минкультуры «будет сформирована позднее с учётом экспертизы профессионального сообщества». Но некоторые члены общественного совета Минкультуры поддержали критику в адрес «Золотой маски». Народный артист России Николай Бурляев назвал премию «доходным промыслом» и «междусобойчиком», в котором премии присуждаются «замкнутому кругу лиц, подчас исполненных русофобии и вседозволенности». Его коллега по общественному совету, Павел Пожигайло, присоединился к критике, утверждая, что «Золотая маска» «больше не может считаться национальной премией», а её лауреаты «пытаются эпатировать публику при полном отсутствии таланта».
Эти события вызвали горячее обсуждение в театральной среде и прессе. Высказывались актёры, критики, чиновники, журналисты. Мнения разделились. Часть высказывающихся присоединилась к критике, другая, наоборот, защищала «Золотую маску». В основном мнения сводились к тому, что премии нужны реформы. В октябре 2015 года скандал сделал ещё один виток — около ста критиков, возмущённых тем, что на формирование нового экспертного совета независимой премии, по их мнению, повлияло Министерство культуры, подписали письмо в адрес СТД РФ с требованием о роспуске «экспертного совета» «Золотой маски». По итогам многочисленных обсуждений, общественных слушаний и совещаний специально созданной СТД РФ и Министерством культуры рабочей группы, которые проходили с августа 2015 по апрель 2016 года, было разработано новое «Положение о премии и фестивале „Золотая Маска“» от 4 апреля 2016 года.

## Организационная структура

Логотип «Золотая маска», св. № 213889

Организаторы премии и фестиваля — Союз театральных деятелей Российской Федерации и Министерство культуры Российской Федерации — в вопросах организации и проведения действуют согласованно и принимают решения совместно на основе консенсуса. При этом, если консенсуса достичь не удаётся, решающее слово остаётся за председателем СТД РФ. Все права на использование товарного знака (знака обслуживания) «Золотая маска» по решению автора переданы учредителю премии — Союзу театральных деятелей Российской Федерации — и зарегистрированы в Роспатенте.
Организаторы утверждают положение о Российской национальной театральной премии и фестивале «Золотая маска», положение о дирекции, изменяют количество и наименование основных, частных номинаций, специальных премий, определяют лауреатов специальных премий «За выдающийся вклад в развитие театрального искусства» и «За поддержку театрального искусства России». Совместными решениями организаторы избирают президента фестиваля, готовят и утверждают состав экспертных советов (творческих комиссий СТД РФ), составы жюри, определяют председателя каждого жюри, выдвигают спектакли на соискание премии.
С 1995 по года президентом «Золотой маски» являлся народный артист РСФСР Георгий Тараторкин. В 2005 году Эдуард Бояков покинул дирекцию фестиваля, с этого времени СТД РФ передал функции дирекции премии и фестиваля АНО «Фестиваль „Золотая маска“» (учреждена в 2005 году, генеральный директор Мария Ревякина). АНО «Фестиваль „Золотая маска“» занимается всеми вопросами по организационному, финансовому, материально-техническому, информационно-правовому обеспечению процедуры соискания и присуждения премии, подготовкой и проведением фестиваля, церемонии его открытия и церемонии вручения премии.
С 2002 года постоянным генеральным спонсором премии является Сбербанк России.
В марте 2017 года после смерти Георгия Тараторкина президентом «Золотой маски» по решению секретариата СТД РФ был назначен Игорь Костолевский.
В декабре 2023 года должность президента занял народный артист Владимир Машков. Директором премии и фестиваля является Владимир Мишарин.

## Положение о премии и фестивале

### Известные положения о премии и фестивале «Золотая маска»
- 1999 год — 24 мая — «Положение о национальной театральной премии „Золотая маска“»[32][33]
- 2000 год — октябрь — «Положение о всероссийской театральной премии „Золотая маска“»[34][35][36][33]
- 2008 год от 20 мая — «Положение о всероссийской премии „Золотая маска“»[37]
- 2011 год от 12 декабря — «Положение о российской национальной театральной премии „Золотая маска“»[38]
- 2014 год от 15 декабря — «Положение о российской национальной театральной премии и фестивале „Золотая маска“»[1]
- 2016 год от 4 апреля — «Положение о российской национальной театральной премии и фестивале „Золотая маска“»[17]

### Основные пункты положения о премии от 4 апреля 2016 года
Цели и задачи премии и фестиваля:
— сохранение и развитие традиций российского театра;
— выявление лучших творческих работ в различных видах и жанрах театрального искусства России;
— выявление, признание и поощрение талантливых театральных авторов и исполнителей;
— определение тенденций современного театрального процесса;
— укрепление единого культурного пространства страны и создание условий для регулярного творческого обмена.«Положение о Фестивале и Премии» от 4 апреля 2016 года

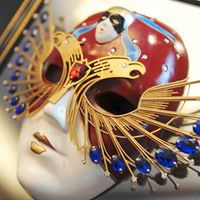
Памятный знак премии

Премия присуждается на конкурсной основе один раз в год по итогам прошедшего театрального сезона за творческие достижения в области театрального искусства, вручается спектаклям всех жанров театрального искусства: драма, опера, балет и современный танец, оперетта и мюзикл, театр кукол, эксперимент.
Для отбора спектаклей на конкурсы создаётся два экспертных совета — один для спектаклей театра драмы и театров кукол, второй для спектаклей оперы, оперетты / мюзикла и балета. Для определения победителей — лауреатов из состава номинантов (тайным голосованием по результатам фестиваля) — создаётся два профессиональных жюри — по аналогии с экспертными советами — одно для спектаклей театра драмы и театров кукол и второе для спектаклей оперы, оперетты / мюзикла и балета. В состав жюри не могут входить создатели и исполнители спектаклей, участвующих в фестивале, а также члены экспертного совета.
В экспертные советы и жюри «Золотой маски» входят актёры, режиссёры, драматурги, дирижёры, хореографы, сценографы, балетмейстеры, а также критики (искусствоведы, музыковеды, театроведы). В разные годы над определением номинантов и лауреатов премии работали Игорь Костолевский, профессор Алексей Бартошевич, Олег Басилашвили, Святослав Бэлза, Константин Райкин, Алла Демидова, Александр Калягин и многие другие. Кульминацией фестиваля является церемония вручения премий «Золотая маска», которая проходит в Москве и транслируется центральными российскими телеканалами.
В первом награждении было отмечено только шесть основных номинаций и одна «Специальная премия» — «За честь и достоинство», со второго года награждения постепенно, год от года, премия обрастала и дополнялась «основными номинациями», «частными номинациями» и «специальными премиями». Кроме непосредственно спектаклей, актёров и режиссёров, «Золотые маски» стали получать художники сцены, художники по свету, художники по костюмам, драматурги, хореографы, дирижёры, а также меценаты.
Согласно положению о премии от 2016 года, существует шесть основных конкурсов — «Конкурс спектаклей драматического театра», «Конкурс спектаклей театров оперы», «Конкурс спектаклей оперетты / мюзикла», «Конкурс спектаклей балета», «Конкурс спектаклей театров кукол», «Конкурс эксперимент». Премии в этих конкурсах выдаются в восьми «основных номинациях» и двадцати девяти «частных номинациях».
В конкурсе спектаклей драматического театра существуют две основные номинации: «Лучший спектакль большой формы» и «Лучший спектакль малой формы», лауреаты восьми частных номинаций определяются в конкурсах: «Лучшая работа режиссёра», «Лучшая работа художника постановщика», «Лучшая работа художника по костюмам», «Лучшая работа художника по свету», «Лучшая женская роль», «Лучшая мужская роль», «Лучшая женская роль второго плана», «Лучшая мужская роль второго плана». Право определения, к какой из форм — большой или малой — отнести спектакль в конкурсе спектаклей драматического театра, принадлежит экспертному совету. При этом экспертный совет учитывает, что спектаклями малой формы считаются постановки, зрительская аудитория которых составляет не более двухсот человек. Данная классификация появилась в «Положении о премии» в конце 2000 года.
В конкурсе спектаклей театров оперы устанавливается основная номинация «Лучший спектакль», а лауреаты частных номинаций определяются в конкурсах: «Лучшая работа режиссёра», «Лучшая работа дирижёра», «Лучшая женская роль», «Лучшая мужская роль».
В конкурсе спектаклей театров оперетты / мюзикла устанавливается основная номинация «Лучший спектакль», а лауреаты частных номинаций определяются в конкурсах: «Лучшая работа режиссёра», «Лучшая работа дирижёра», «Лучшая женская роль», «Лучшая мужская роль», «Лучшая роль второго плана».
В конкурсе спектаклей балета установлены две основные номинации: «Лучший спектакль балета», «Лучший спектакль современного танца», четыре частные — «Лучшая работа постановщика (балетмейстера/хореографа)», «Лучшая работа дирижёра», «Лучшая женская роль», «Лучшая мужская роль».
В конкурсе спектаклей театров кукол установлена основная номинация «Лучший спектакль» и три частные — «Лучшая работа режиссёра», «Лучшая работа художника», «Лучшая актёрская работа».
Особняком стоит конкурс «Эксперимент» (появившийся в 1999 году и имевший до 2008 года название «Новация»), устраиваемый для поиска новых выразительных средств современного театра. В нём могут участвовать спектакли всех театральных жанров и установлена одна основная номинация — «Лучший спектакль».
Существуют и общие частные номинации для спектаклей театра драмы и театров кукол — «Лучшая работа драматурга» (введена в 2016 году), а для музыкальных театров — «Лучшая работа композитора в музыкальном театре», «Лучшая работа художника-постановщика в музыкальном театре», «Лучшая работа художника по костюмам музыкальных театров», «Лучшая работа художника по свету музыкальных театров».
Наряду с конкурсными премиями учреждены также «Специальные премии» «Золотая маска» — «За выдающийся вклад в развитие театрального искусства», «За поддержку театрального искусства России», «Лучший зарубежный спектакль, показанный в России», «Премии жюри» и «Премия театральных журналистов и критиков».
Соискателем премии в основных номинациях «Лучший спектакль» является творческая группа авторов-создателей спектакля, которая состоит из основных авторов, чей творческих вклад в создание спектакля был решающим (постановщики: режиссёр, дирижёр, балетмейстер, художник; и актёры — исполнители главных ролей). Памятный знак «Золотая маска» лауреатам премии в номинации «Лучший спектакль» вручается творческой группе авторов-создателей спектакля-победителя, после чего он становится собственностью этой группы, которая вправе самостоятельно решать у кого и где памятный знак «Золотая маска» будет находиться в дальнейшем. Памятный знак «Золотая маска», который вручается отдельному лауреату премии, становится его собственностью.

## Мероприятия фестиваля «Золотая маска»
Проведение ежегодного конкурсного фестиваля в Москве и церемонии вручения премий — основное направление деятельности «Золотой маски». Кроме этого, «Золотая маска» стала инициатором ряда крупных театральных мероприятий, среди которых участие в организации фестиваля современной пьесы «Новая драма» (с 2002 года), «Новая пьеса» (с 2010 года), ежегодное проведение международной программы «Russian Case» (с 2000 года), позволяющей иностранным гостям «Золотой маски» в рамках минифестиваля за несколько дней получить представление о современной российской театральной действительности. Ежегодно (с 2000 года) «Золотая маска» совместно с Министерством культуры РФ и при поддержке спонсоров проводит широкие региональные программы театральных гастролей и фестивалей («Лучшие спектакли в городах России и странах Балтии»). За время проведения этой программы «Золотая маска» успела побывать более чем в тридцати городах России и ближнего зарубежья. В рамках региональных фестивалей, кроме показа новых театральных работ, проходят семинары, мастер-классы, встречи с создателями спектаклей.
С 2005 года проводится цикл мероприятий «Легендарные спектакли и имена». С 2009 года начала ежегодно проводиться «Маска Плюс» — внеконкурсная программа фестиваля «Золотая маска», в которой демонстрируются интересные спектакли, рекомендованные экспертами, но не вошедшие в основной конкурс. С 2013 года совместно со «Школой театрального лидера», открытой в Центре имени Всеволода Мейерхольда, реализован проект «Институт театра». Проект проводит мастер-классы, лаборатории, лекции для молодых режиссёров, продюсеров, дизайнеров, артистов, критиков, проекты по интеграции театра и общества, эксперименты в театре, программы для недавних выпускников творческих вузов.
В 2014 году, к двадцатилетию «Золотой маски», был выпущен медиапроект «Лучший из миров. История театра, рассказанная им самим», который представляет собой сайт с изложением театральной истории. По сути, это библиотека о театре, наполненная интервью, статьями, фотографиями, эскизами, афишами. Авторами идеи выступили Мария Бейлина, Филипп Дзядко. На сайте есть раздел «Цифры», который содержит познавательные факты из театральной жизни. Например, можно узнать, что самый короткий спектакль в России — «Солдат» Павла Пряжко в постановке Дмитрия Волкострелова — длится 15 минут, а самый продолжительный спектакль — «Стойкий принцип» Бориса Юхананова в «Школе драматического искусства» — длится 11 часов.

## Хронология награждений

### 1995—2000 годы
- 1995 год
- 1996 год
- 1997 год
- 1998 год
- 1999 год
- 2000 год

### 2001—2010 годы
- 2001 год
- 2002 год
- 2003 год
- 2004 год
- 2005 год
- 2006 год
- 2007 год
- 2008 год
- 2009 год
- 2010 год

### 2011—2020 годы
- 2011 год
- 2012 год
- 2013 год
- 2014 год
- 2015 год
- 2016 год
- 2017 год
- 2018 год
- 2019 год
- 2020 год

### 2021—2024 годы
- 2021 год
- 2022 год
- 2023 год
- 2024 год